# Letônia nos Jogos Olímpicos de Verão de 2012
A Letônia competiu nos Jogos Olímpicos de Verão de 2012, que aconteceram na cidade de Londres, no Reino Unido, de 27 de julho até 12 de agosto de 2012.

## Atletismo
Os atletas da Letônia até agora alcançaram índices de classificação nos seguintes eventos (máximo de três atletas por índice A e um por índice B): 
Eventos com dois atletas classificados por índice A:
- Arremesso de dardo masculino
- Salto em distância feminino

Eventos com um atleta classificado por índice A:
- 100 m masculino
- Arremesso de peso masculino
- Decatlo masculino
- Arremesso de dardo feminino
- Heptatlo feminino

Eventos com um atleta classificado por índice B:
- 1500 m masculino
- Maratona masculina
- Lançamento de martelo masculino
- 50 km marcha atlética masculina
- 20 km marcha atlética feminina

## Halterofilismo
Masculino
| Atleta           | Evento | Arranque (kg) | Arremesso (kg) | Total (kg) | Posição |
| ---------------- | ------ | ------------- | -------------- | ---------- | ------- |
| Artūrs Plēsnieks | -105kg | 175,0         | 215,0          | 390,0      | 7º      |

## Lutas
A Venezuela conquistou uma vaga no Copa do Mundo de Lutas de 2011, realizada em Istanbul, na Turquia, do dia 12 ao dia 18 de setembro de 2011.
- Categoria de peso -84 kg, na luta livre masculina.

## Tiro
Masculino
| Atleta            | Evento           | Qualificação | Qualificação | Final       | Final       | Posição |
| Atleta            | Evento           | Placar       | Posição      | Placar      | Total       | Posição |
| ----------------- | ---------------- | ------------ | ------------ | ----------- | ----------- | ------- |
| Afanasijs Kuzmins | Tiro rápido 25 m | 569          | 17º          | Não avançou | Não avançou | 17°     |